# Наумовка (Крым)
Нау́мовка (до 1948 года Боз-Оглу́-Джанко́й; укр. Наумівка, крымскотат. Boz Oğlu Canköy, Боз Огълу Джанкой) — село в Сакском районе Республики Крым, в составе Охотниковского сельского поселения (согласно административно-территориальному делению Украины — Охотниковского сельского совета Автономной Республики Крым).

## Население
| 2001 | 2014 |
| ---- | ---- |
| 169  | ↘96  |

Всеукраинская перепись 2001 года показала следующее распределение по носителям языка
| Язык             | Процент |
| ---------------- | ------- |
| русский          | 56.21   |
| крымскотатарский | 36.69   |
| украинский       | 5.92    |

### Динамика численности
- 1900 год — 29 чел.[11]
- 1915 год — 83 чел.[12]
- 1926 год — 75 чел.[13]
- 2001 год — 169 чел.[14]
- 2009 год — 156 чел.[15]
- 2014 год — 96 чел.[16]

## Современное состояние
На 2016 год в Наумовке числится 3 улицы и территория 5-й км; на 2009 год, по данным сельсовета, село занимало площадь 75 гектаров, на которой в 77 дворах числилось 156 жителей. В селе действуют сельский клуб, церковь преподобного Никона Печерского, Наумовка связана автобусным сообщением с Саками.

## География
Наумовка — село на севере района, в степном Крыму, высота центра села над уровнем моря — 43 м. Соседние сёла: Карьерное в 2,5 км на юг и Ветровка в 4,5 км на север. Расстояние до райцентра — около 23 километров (по шоссе), там же ближайшая железнодорожная станция. Транспортное сообщение осуществляется по региональной автодороге 35Н-441 Новосёловское — Саки (по украинской классификации — С-0-11121).

## История
Впервые в доступных источниках селение встречается в «…Памятной книжке Таврической губернии на 1900 год», согласно которой в деревне Боз оглу Джанке Кокейской волости Евпаторийского уезда числилось 29 жителей в 10 дворах (согласно энциклопедическому словарю «Немцы России» это был немецкий хутор). На 1914 год в селении действовала лютеранская школа грамотности. По Статистическому справочнику Таврической губернии. Ч.II-я. Статистический очерк, выпуск пятый Евпаторийский уезд, 1915 год, в деревне Боз-Оглу-Джанке Кокейской волости Евпаторийского уезда числилось 11 дворов (5 дворов с землёй, 6 — безземельные) с немецким населением в количестве 45 человек приписных жителей и 38 — «посторонних», из которых 43 мужчины и 40 женщин. Жители владели 1800 десятинами удобной земли. В хозяйствах имелось 80 лошадей, 90 волов, 40 коров и 45 голов мелкого скота.
После установления в Крыму Советской власти, по постановлению Крымревкома от 8 января 1921 года № 206 «Об изменении административных границ» была упразднена волостная система и село вошло в состав Евпаторийского района Евпаторийского уезда, а в 1922 году уезды получили название округов. 11 октября 1923 года, согласно постановлению ВЦИК, в административное деление Крымской АССР были внесены изменения, в результате которых округа были отменены и произошло укрупнение районов — территорию округа включили в Евпаторийский район. Согласно Списку населённых пунктов Крымской АССР по Всесоюзной переписи 17 декабря 1926 года, в селе Боз-Оглу-Джанкой, Кокейкого сельсовета Евпаторийского района, числилось 18 дворов, все крестьянские, население составляло 75 человек, из них 37 украинцев, 27 русских и 11 эстонцев. После создания 15 сентября 1931 года Фрайдорфского (переименованного в 1944 году в Новосёловский) еврейского национального района Боз-Оглу-Джанкой (к этому времени закрепился вариант Бузуль-Джанкой, например, на километровой карте Генштаба 1941 года) включили в его состав.
После освобождения Крыма от фашистов, 12 августа 1944 года было принято постановление № ГОКО-6372с «О переселении колхозников в районы Крыма», по которому в район из Курской и Тамбовской областей РСФСР в район переселялись 8100 колхозников, а в начале 1950-х годов последовала вторая волна переселенцев из различных областей Украины. С 25 июня 1946 года Боз-Оглу-Джанкой в составе Крымской области РСФСР. Указом Президиума Верховного Совета РСФСР от 18 мая 1948 года, Бузуль-Джанкой переименовали в Наумовку. 25 июля 1953 года Новоселовский район был упразднен и село включили в состав Сакского. Указом Президиума Верховного Совета УССР «Об укрупнении сельских районов Крымской области», от 30 декабря 1962 года село присоединили к Евпаторийскому району. 26 апреля 1954 года Крымская область была передана из состава РСФСР в состав УССР. Время включения в состав Охотниковского сельсовета пока не установлено: на 15 июня 1960 года село уже числилось в его составе. 1 января 1965 года, указом Президиума ВС УССР «О внесении изменений в административное районирование УССР — по Крымской области», Евпаторийский район был упразднён и село включили в состав Сакского (по другим данным — 11 февраля 1963 года). С 12 февраля 1991 года село в восстановленной Крымской АССР, 26 февраля 1992 года переименованной в Автономную Республику Крым.С 21 марта 2014 года в составе Крыма аннексирована Россией.